# Mötzer Dorfstraße
De Mötzer Dorfstraße (L59) is een 460 meter lange Landesstraße (lokale weg) in het district Imst in de Oostenrijkse deelstaat Tirol. De weg begint bij de Mötzer Straße (L236) tussen afslag 113 van de Inntal Autobahn en de rivier de Inn. Vandaar loopt de weg in zuidwestelijke richting en is het station van Mötz langs de Arlbergspoorlijn bereikbaar. Hierna buigt de weg af naar het noorden, om in het dorp Mötz (654 m.ü.A.) te eindigen. Het beheer van de straat valt onder de Straßenmeisterei Imst.